# West Coast Swing
O west coast swing (em português balanço ocidental) originalmente chamado em inglês de western-swing, é uma dança social à dois (dança de parceria) norte-americana derivado do lindy-hop, considerado a versão mais suave e sexy do grupo de danças swing-dancing, dançado com o ritmo moderado do blues e R&B, com padrões básicos de 6 e 8 batidas.
É caracterizada pela dança em linha (do inglês slot) e pela elasticidade dos movimentos, resultado da extensão-compressão existente na conexão com o parceiro. Esse tipo de dança possibilita bastante improvisação tanto para o conduzido (follower) como para o condutor (leader). Em 1988, West Coast Swing foi batizada como a Dança Oficial da Califórnia.

## História
O Western Swing originou-se na década de 1930, na costa oeste dos Estados Unidos. Existem duas teorias: uma diz que foi uma dança adaptada por Dean Collins no Savoy Ballroom, enquanto morava na cidade estadunidense de Nova York; a  outra diz que Arthur Murray aprendeu uma dança no estado estadunidense da Califórnia.
Em um livro de 1947 o dançarino Arthur Murray informa que existe nos Estados Unidos muitas variações regionais do swing/jitterbug, no final de 1930 junto com outros estudiosos chamaram o estilo de Dean Collins de “western-swing”, que na década de 1950 também foi chamado de “swing sofisticado”.
O nome “West Coast Swing” (balanço da costa oeste dos Estados Unidos) foi usado como sinônimo de “swing ocidental” em um livro de dança de 1961 e também usado em um anúncio da professora norte-americana Skippy Blair, em 1962. Mas até o final da década de 1960 não havia sido incorporado nos principais ambientes de dança do swing. No final da década de 1960, a dança foi  chamada de "california-swing", sendo dançado ao som da música contemporânea da época, mas em 1978 a dança foi documentada como West Coast Swing, que em 1988 tornou-se a dança oficial do estado da Califórnia.

## West Coast Swing Day
O WCSday no Brasil foi idealizado pelos brasileiros Jéssica Pacheco e Diego Borges; um movimento com o intuito de divulgar o western-swing para as pessoas que desconhecem este ritmo e, também integrar a comunidade existente, em um dia de baile e oficinas gratuitas para quem estiver interessado em participar.

O WCSday é movimento que acontece no mesmo dia em diferentes locais do mundo. E no Brasil sua primeira edição no ocorreu em 2011, em sete estados brasileiros. Atualmente já tem 13 cidades participantes em nove estados diferentes.